# Гангапурна
Гангапурна (Gangapurna) — гірська вершина висотою 7455 м  над рівнем моря, знаходиться на території Непалу, в центральній частині гірського масиву Аннапурна. Гангапурна є  59-ю по висоті вершиною світу.
Назва Гангапурна перекладається з санскриту як «Богиня, що дарує воду» (від  Гангу — богиня води і Пурна — повна, рясна).

## Географія
Гангапурна є частиною гірського масиву- восьмитисячника Аннапурна, розташованого в південному відрозі  Головного Гімалайського хребта. Поруч з Гангапурною, за 3,5 км на південний схід, знаходиться ще одна вершина-семитисячник — Аннапурна III (7555 м). Вздовж північних схилів гірського масиву протікає річка Марс'янді, в долині річки біля підніжжя Гангапурни і Аннапурни III на висоті 3500 м розмістилася село  Мананг. Талі води льодовика, що сходить з північних схилів Гангапурни, утворюють невелике гірське озеро, що, можливо, і дало назву горі.

## Перше сходження
Перше сходження на Гангапурну було здійснено в травні 1965 р. командою німецьких  альпіністів під керівництвом Гунтера Хаузера (Günter Hauser). У базовий табір на висоті 3750 м експедиція прибула 6 квітня. На шляху до вершини команді довелося подолати 450-метрову крижану стіну з ухилом 55°. 5 травня альпіністи встановили табір на висоті 6892 м в  сідловині між Гангапурною і Аннапурною III. 6 травня по східному ребру на вершину зійшли Гюнтер Хаузер (Günter Hauser), Ерік Рейсмюллер (Erich Reismüller), Герман Коленспергер (Hermann Köllensperger), Людвіг Грейсл (Ludwig Greißl) і шерпи — Анг Темпа (Sherpa Ang Tempa) і Пху Дорж II (Sherpa Phu Dorje II). Через два дні інші члени команди — Клаус Еккерлейн (Klaus Ekkerlein), Герман Вюнче (Hermann Wünsche), Отто Зайболд (Otto Seibold), К. Х. Елерс (K.H. Ehlers) і шерпа Пемба Норбу (Sherpa Pemba Norbu) також побували на вершині.

## Галерея

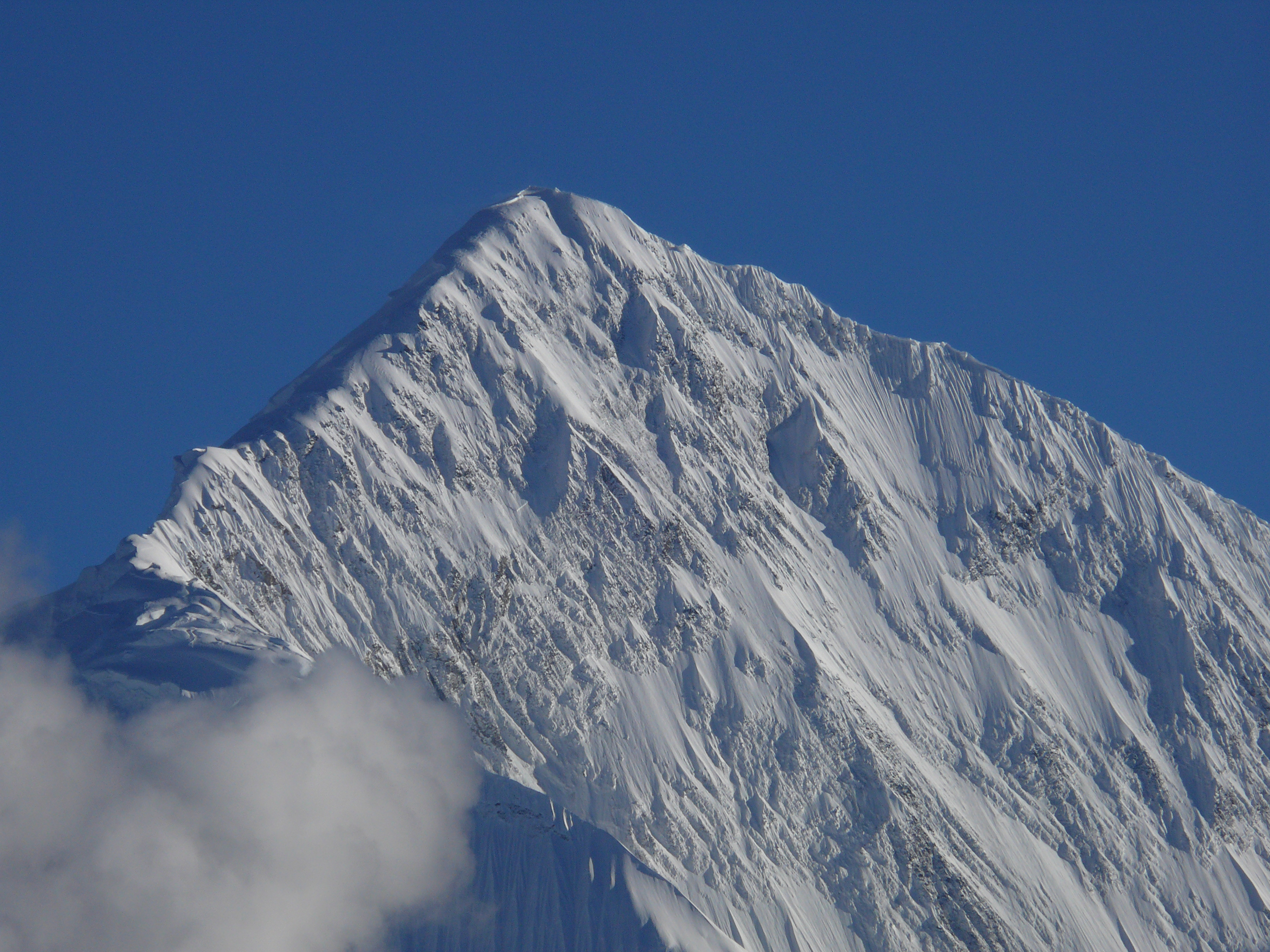
Гангапурна, північно-західна сторона
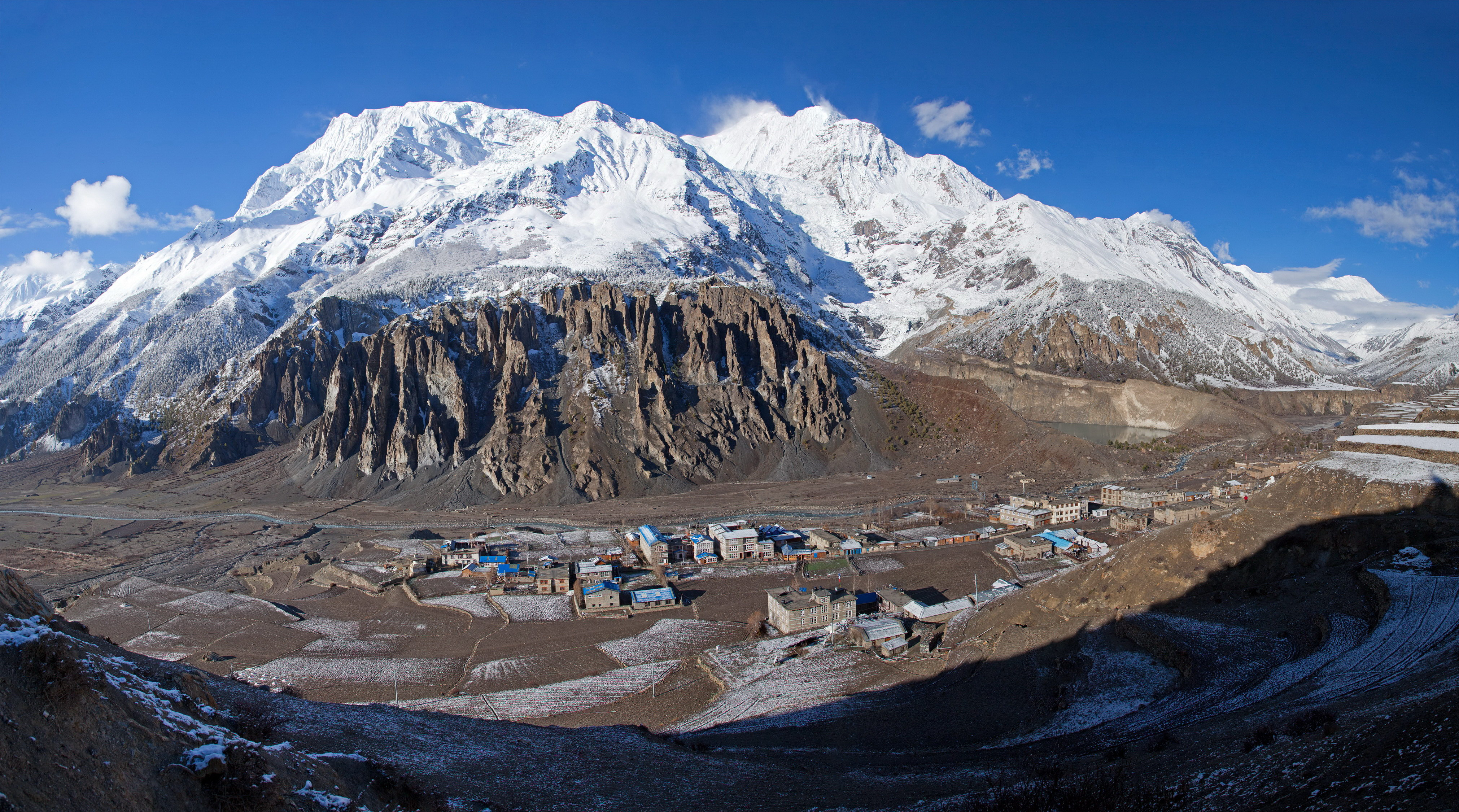
Аннапурна III (ліворуч) і Гангапурна, вид з села Мананг
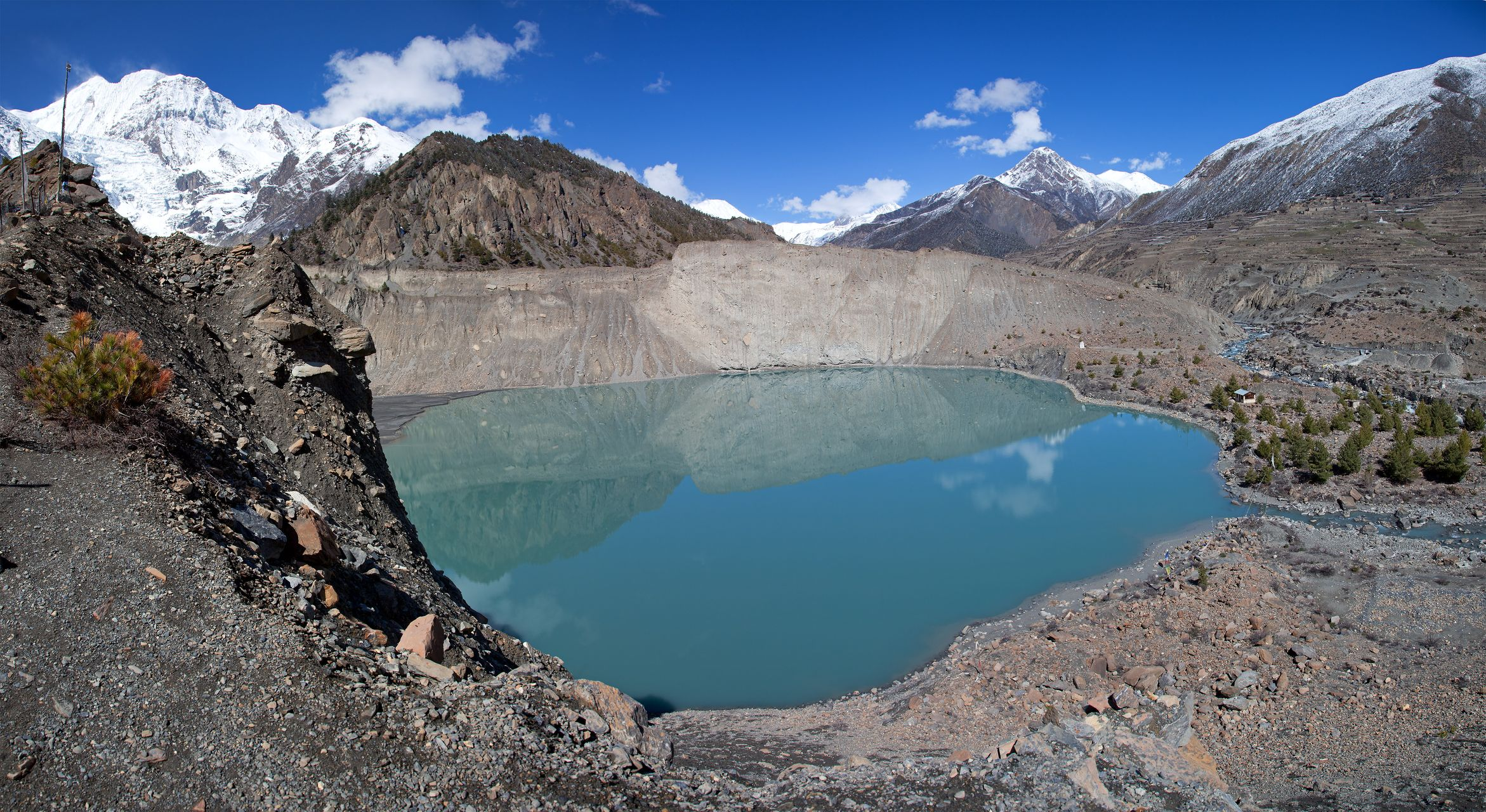
Озеро, утворене таненням льодовика Гангапурни
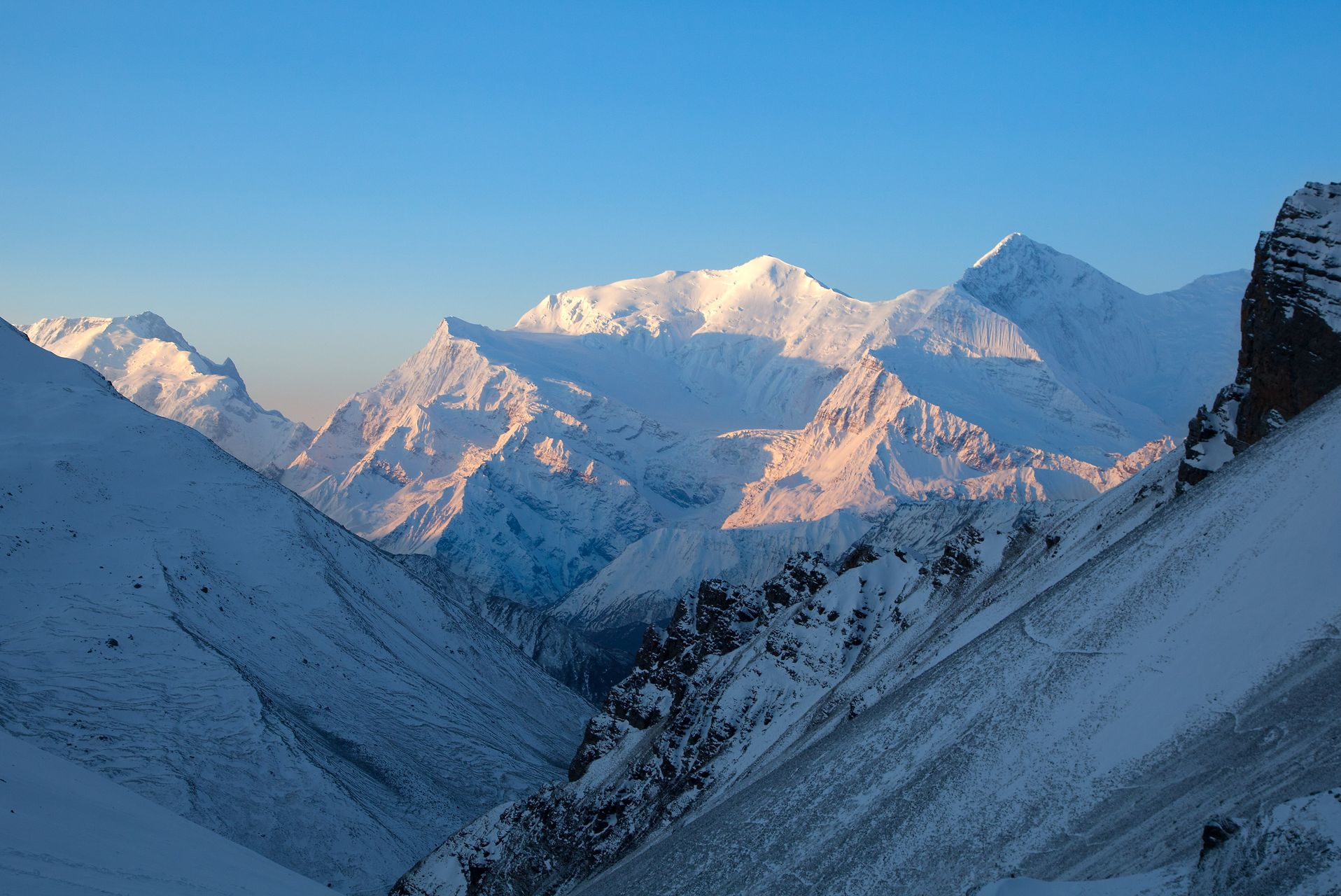
Аннапурна III (в центрі) і Гангапурна (праворуч)

## Ресурси Інтернету
- Вікісховище має мультимедійні дані за темою: Гангапурна

## Виноски
1. ↑   Deutsche Himalaja-Expedition 1965 // Jahrbuch des Deutschen Alpenvereins. — 1966. — Alpiner Verlag Fritz Schmitt
2. ↑  Günter Hauser. Eisgipfel und Goldpagoden. Expedition ins Königreich Nepal. — Bruckmann, 1966  [Архівовано 8 березня 2016 у Wayback Machine.]